# Erosaria erosa
Erosaria erosa, tên tiếng Anh: eroded cowrie, là một loài ốc biển, là động vật thân mềm chân bụng sống ở biển trong họ Cypraeidae, họ ốc sứ.

## Phụ loài

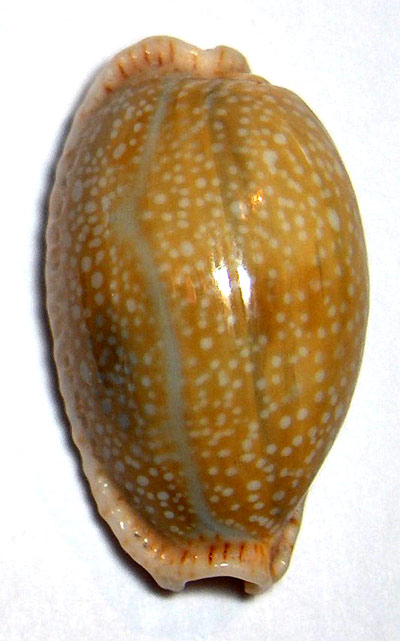
Erosaria erosa

There are two subspecies recognized:
- Erosaria erosa erosa (Linnaeus, 1758)
- Erosaria erosa fuscocincta Bozzetti, 2008

## Phân bố

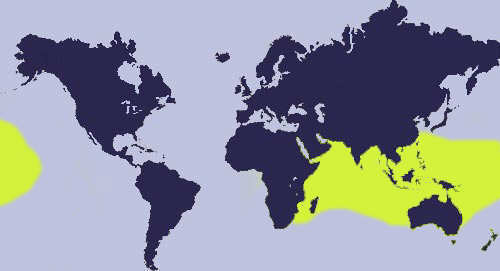
Bản đồ phân bố của Erosaria erosa

Loài này và các phân loài của nó phân bố ở Ấn Độ Dương dọc theo Aldabra, Chagos, Comoros, East Coast của Nam Phi, Kenya, Madagascar, vùng bể Mascarene, Mauritius, Mozambique, Réunion, Seychelles, Somalia và Tanzania.

## Hình ảnh

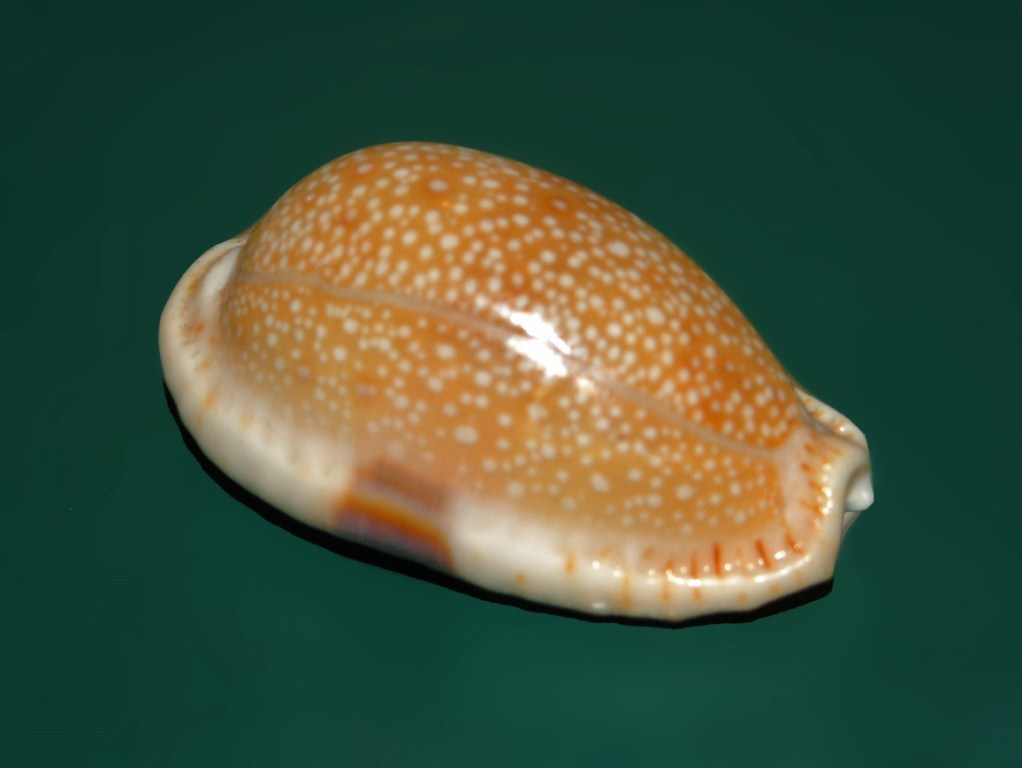
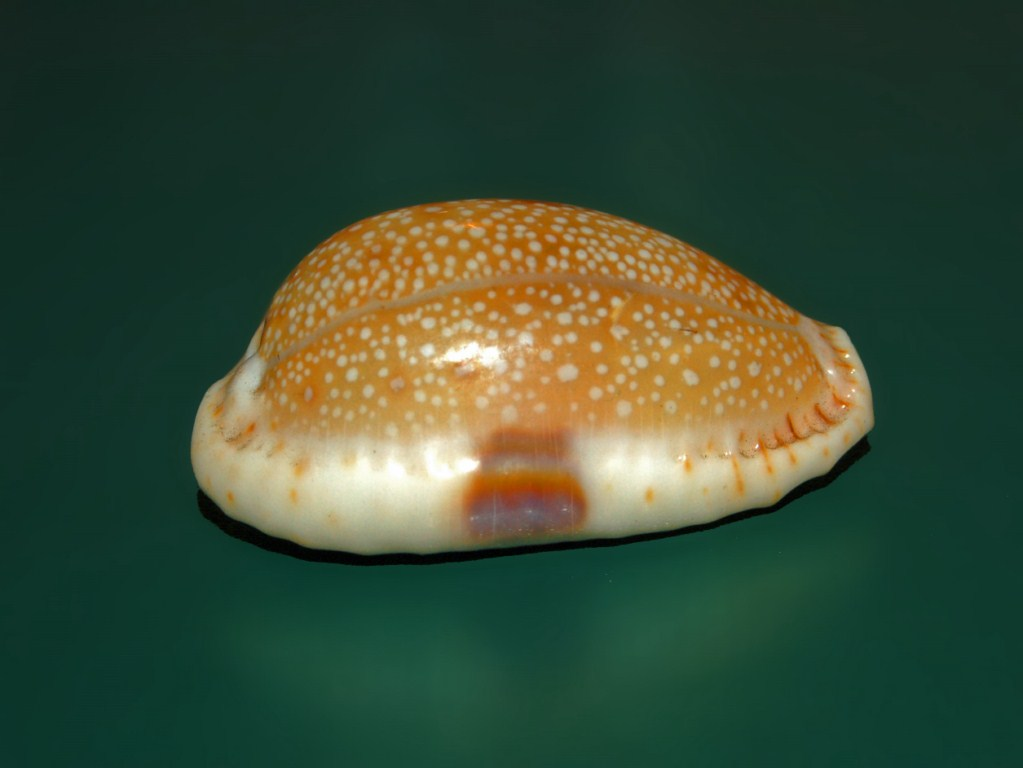
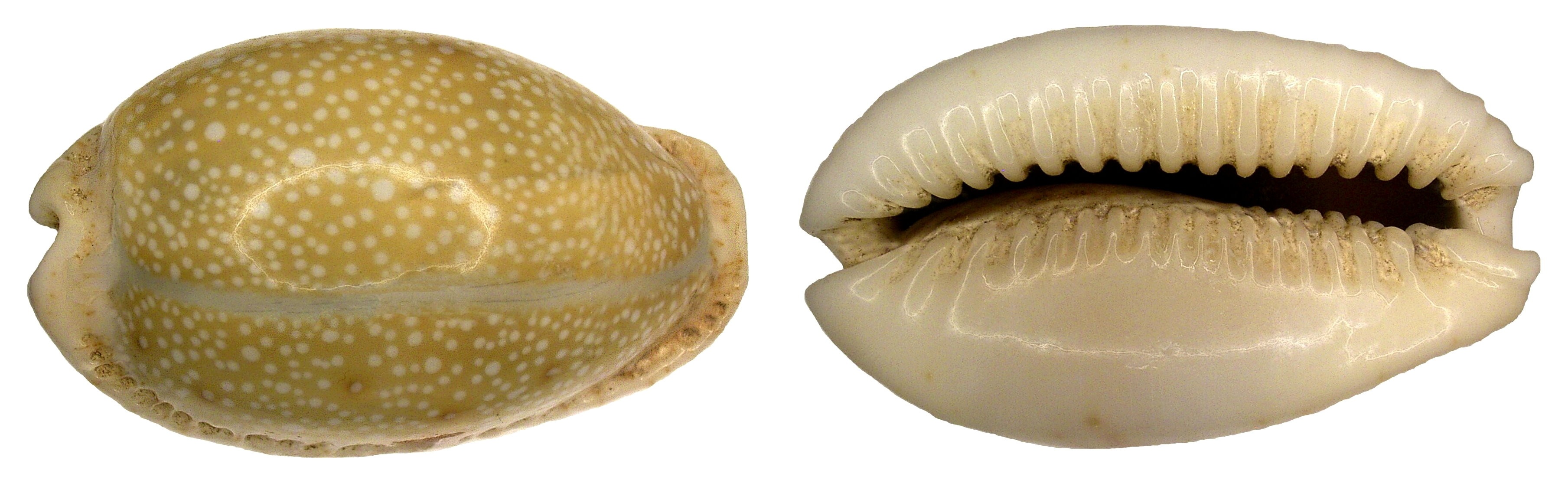